# Halbemond
Halbemond egy község Németországban, az Aurichi járásban. Lakosainak száma 945 fő (2023. december 31.).

## Népessége
| Lakosok száma | 998  | 1010 | 1001 | 971  | 951  | 945  |
|               | 2016 | 2017 | 2019 | 2021 | 2022 | 2023 |